# 星名美津紀
星名 美津紀（ほしな みづき、1996年5月14日 - ）は、日本のグラビアアイドル。埼玉県出身。アシスター所属。

## 経歴
1996年5月14日、埼玉県に生まれる。日本人の父は料理人。中国人の母は巨乳でIカップくらいあった。幼少時は決して目立ちたがり屋ではなく、学校では教室の隅で本を読んでいるような少女だったが、芸能界には憧れていた。好きだったのは佐々木希、佐藤ありさ、桐谷美玲。『non-no』が好きで、よく読んでいた。2009年4月1日、中学校入学。1年生から2年生にかけて、ファッション誌、芸能プロダクションのコンテストなど各種オーディションを受けるが、全て落ちる。
2011年10月、中学3年生の時に原宿竹下通りで5社からスカウトを受ける。元々芸能界に憧れていたこともあり、すぐにその中の1社に所属を決める。父親は反対だったが、母から応援の後押しを受けた。
2012年2月、撮影会に初めて出演し活動を開始。同年5月に行われた撮影会では、長蛇の列となり時間切れになっても会場の外の階段にまで並んでいる状態で、止むを得ず「星名シフト」という専用シフトが作られた。
2012年4月1日、キャビンアテンダントになりたくて「航空科のある全寮制の高校」に入学。ただし仕事との両立は困難と判断、2012年のうちに通信制の高校に編入学している。
2012年6月4日発売の『週刊プレイボーイ』2012年15号にグラビアが掲載され本格的デビューを飾る。撮影会の写真をファンがネットで発表したところ、週プレの編集者の目に留まったことがきっかけ。同年8月にファーストDVDを発売。発売記念イベントでは毎回定員に達するなど新人としては異例の人気を集め、Amazon.co.jpのランキングにおいてもアイドルイメージDVD部門で第1位に輝いた。
2013年、アイドルDVDメーカーが選ぶ「プロが選ぶアイドルDVD賞」MVPに選ばれる。ドロリッチガールズ2期生に選ばれて4月よりグリコ乳業のCMに出演。雑誌『EXCITING MAX!』に動物との触れ合いをテーマに連載を執筆。
一部マス・メディアは、「ゴールデンルーキー」、「ポスト篠崎愛」と評した。
2015年4月、大学入学。仕事をきっかけに語学に興味を持ったので、英語やフランス語、中国語を学びたいとイベントで語る。
2017年2月3日、映画『咲-Saki-』が公開される。役作りのために増量したと本人のTwitter（現・X）で語っている。
2020年2月23日、日本商工会議所の主催する簿記検定試験3級に合格する。

## 人物・エピソード
- 7つ下の妹がいる[19]。
- 2018年3月現在、中国語を猛勉強している。「中国にグラビアの文化がないので、広めていきたい」とコメント[20]。
- 趣味は魚釣り・ボートレース[注釈 2]・中国語の勉強・インコの世話[1]。
- バイオハザードシリーズが好き[22]。
- イメージビデオなどではツンデレを演じることも多いが、実生活では怒らない性格で、嫌なことがあったときはなぜそうなるのか議論に入る性分だという[2]。
- 父親が料理人であることの影響もあり、美味しいものを食べるためにはこだわりを見せる気質を持つ。休みの日は自身もだいたい料理に勤しんでいるという。YouTubeやLINEライブではアレンジ料理動画も挙げている。彼氏ができたら作ってあげたい料理は山椒を実のまま入れた麻婆豆腐[2]。

### 体型について
- 小学4年生の時点ですでにFカップあった（中学校在学中にDカップからHカップに成長とする資料もある[4]）。体育の授業中、一人の男子に「星名の胸でけーぞ!」とみんなの前で叫ばれたこともある。次の授業の時間はトイレでずっと泣いていた。その日はそのまま帰宅。翌日校長室で謝罪を受け、「じつは好きで......」と告白されてしまった。中学生在学中はバレー部に所属するが、ジャンプする度に揺れるわスライディングする時も邪魔になるわで、おっぱいが大きいのは嫌だった。中3の時点でHカップあった[5]。
- 2017年に行われた「おっぱい国勢調査」で、何を食べたら巨乳になったと思うかの設問に「牛乳と唐揚げと酢豚」と答えた[4]。
- スタイルを維持するため水泳や「おっぱいマッサージ[注釈 3]」などの努力をしている。20代になって体質が変わる前にやっておいたほうがいいと知人からアドバイスを受けたことがきっかけ（リンパがつまると左右の乳房で形状が異なるということになりかねない）[9]。

## 出版

### 写真集
- 熊谷貫『Mizuki 100%』ワニブックス、2014年3月27日。ISBN 978-4-84704632-2。
- 佐藤裕之『みづきいろ』ワニブックス、2015年4月27日。ISBN 978-4-84704750-3。
- 桑島智輝『刹那』徳間書店、2017年8月25日。ISBN 978-4-19864466-6。
- 門嶋淳矢『青春のえちえち写真集』玄光社、2021年6月30日。ISBN 978-4-76831502-6。　※参加モデル：星名美津紀、菜乃花、ゴロン族美月、月城せいにゃん、MANA

### デジタル写真集
- 中山雅文『白シャツ少女』（2014年7月28日、週プレ PHOTO BOOK）
- 関根和弘『密室×学生×巨乳』（2014年7月28日、週プレ PHOTO BOOK）
- 青山裕企『REAL SCHOOL GIRL』（2014年7月28日、週プレ PHOTO BOOK）
- 渡辺達生『大きすぎる!』（2014年7月28日、週プレ PHOTO BOOK）
- 大村克巳『日本一の17歳』（2014年7月28日、週プレ PHOTO BOOK）
- 佐藤佑一『Cosplay Night』（2015年2月27日、週プレ PHOTO BOOK）
- 栗山秀作『制服を脱ぎ去る日』（2015年5月22日、週プレ PHOTO BOOK）
- 関根和弘『濡れて、大人になって…』（2015年8月21日、週プレ PHOTO BOOK）
- 佐藤佑一『ロリ・ムチ・フェチ』（2016年7月29日、週プレ PHOTO BOOK）

（以上、集英社より）

### 雑誌
- 週刊プレイボーイ（2012年6月18日号）. 集英社. 2012. ASIN B0088MIEH8
- 週刊プレイボーイ（2012年9月17日号）. 集英社. 2012. ASIN B00962FOJA
- 週刊プレイボーイ（2012年10月1日号）. 集英社. 2012. ASIN B009B6EW0I
- 週刊ヤングジャンプ（2012年9月27日号）. 集英社. 2012
- 週刊ヤングジャンプ（2014年4月3日号）. 集英社. 2014. ASIN B00IT3BN2O
- Suku-Boh vol.1. 海王社. 2013. ISBN 978-4-7964-6075-0
- Suku-Boh vol.2. 海王社. 2013. ISBN 978-4-7964-6084-2
- Suku-Boh vol.3. 海王社. 2014. ISBN 978-4-7964-6094-1
- Koh-Boh vol.15. 海王社. 2013. ISBN 978-4-7964-6072-9
- Koh-Boh vol.16. 海王社. 2013. ISBN 978-4-7964-6082-8
- Koh-Boh vol.17. 海王社. 2014. ISBN 978-4-7964-6091-0
- Koh-Boh vol.18. 海王社. 2014. ISBN 978-4-7964-6090-3
- 黄金のGT（2013年3月号）. 晋遊舎. 2013
- EXCITING MAX!（2013年6月号）. ぶんか社. 2013. ASIN B01C7I3X5G[注釈 4]
- グラビアザテレビジョン vol.25. 角川書店. 2013. ISBN 9784048954839
- グラビアザテレビジョン vol.30. 角川書店. 2013
- ヤングアニマル2013年6号（3/22号）特別付録・新人グラビアアイドル名鑑 2013. 白泉社. 2013
- アサ芸Secret VOL.22. 徳間書店. 2013. ASIN B00CWF74VO
- サイゾー（2013年3月号）. 株式会社サイゾー. 2013. JAN 4910041110339
- ENTAME（2014年2月号）. 徳間書店. 2013. JAN 4910020530240
- YOUNG QUEEN（YOUNG KING 2015年1月22日号増刊）. 少年画報社. 2014
- MAMOR（2015年11月号）. 扶桑社. 2015. ASIN B013GW95FO
- 週刊大衆ヴィーナス（2017年6月1日号）. 双葉社. 2017. ASIN B071RD8FQ8
- SPA!（2017年10月3日号）. 扶桑社. 2017. ASIN B075L67RX8
- キスカ（2018年3月号）. 竹書房. 2018. ASIN B0788XV8YW
- BUBKA（2018年5月号）. 白夜書房. 2018
- FRIDAY（2018年10/5号）. 講談社. 2018

### カレンダー
- 星名美津紀 2018年 カレンダー 壁掛け B2 CL-239. ハゴロモ. 2017. ASIN B074PSTVKS

### その他
- ちょくマガ・トレカ「星名美津紀～いっしょにつくろう♪～」2013年11月23日. ヒッツ
- ちょくマガ・トレカ「星名美津紀 3rd～秘密～」2014年6月29日. ヒッツ. ASIN:B00JZB71T8

## 出演

### 映画
特に断らない限りアシスター公式サイトを出典とする。
- これから、少女たちは（2012年8月、スパイラルプランニング） - あおい 役（主演）※短編
- ボクが修学旅行に行けなかった理由（2013年7月、アリスインプロジェクト） - 古沢笑子 役[23]
- レジェンド 最凶覚醒（2015年4月、T-REX FILM） - 風間美沙 役[24][25]
- みんな!エスパーだよ!（2015年9月4日、ギャガ株式会社） - 東三河新聞記者 タエコ 役[26]
- 恋妻家宮本（2017年1月28日、東宝映画） - 増田幸子 役[27]
- 咲-Saki-（2017年2月3日、プレシディオ） - 風越女子高校・深堀純代 役

### オリジナルビデオ
- ヒトコワ 3（2013年12月6日発売、SDP） - ダイエット編　主演・梨紗 役 JAN 4562205581334
- ぞくり。 怪談夜話〜七人の呪われた少女たち〜 （2015年1月20日発売、十影堂エンターテインメント） - DVDプレイヤー編　主演・太田恵美子 役 JAN 4571370071403
- 秘密屋（2015年1月28日発売、TCエンタテインメント） - 小川麻衣 役 JAN 4532612113602
- ヒロインピンチオムニバス19 太陽の戦士レオーナ 夏休み魔人シュクダイン編（2017年9月8日発売、ZENピクチャーズ） - 主演・柔名結衣 役 JAN 4543382576412

### テレビドラマ
- 東京バンドワゴン～下町大家族物語 第5話（2013年11月9日、日本テレビ） - 藤島麻里 役（写真）
- ホワイト・ラボ〜警視庁特別科学捜査班〜 第9話（2014年6月9日、TBS） - 美村珠美 役
- 咲-Saki-（2016年12月7-28日、TBS） - 風越女子高校　深堀純代 役
- 咲-Saki- 特別編（2017年1月10日、TBS） - 風越女子高校　深堀純代 役[28]
- おふろやさん日和 第6話、第12話（2019年3月10日・4月21日、V☆パラダイス） - 石田雪美 役（第6話）、佐藤月子 役（第12話）

### テレビ番組
- ゴッドタン（2013年7月13日、テレビ東京） - 「第9回芸能界キレ女塾」
- Beach Angels（2013年、TBSチャンネル）
- ワーキングデッド～働くゾンビたち～ #2（2014年10月2日、BSジャパン） - 「水着アイドルデッド」[29]
- 肉食女子部（5いっしょ3ちゃんねる加盟局他共同制作、2015年10月 - 2016年3月） - レギュラー[30]
- 埼玉開運ツアー（2017年2月18日、テレビ埼玉） - 開運ツアー案内人
- 埼玉中年愚連隊（2017年5月20日、テレビ埼玉） - MC
- マツコ&有吉 かりそめ天国（2017年6月13日、テレビ朝日） - VTRコーナー「全力坂」
- オー！！マイ神様！！（2017年9月、TBS）植村直己編 - マイ神様プレゼンター・神様見届け人
- おふろやさん日より（第6話4K・2019年3月16日＆2K・2019年3月10日、第12話4K・2019年6月8日＆2K・4月21日、スカパー!・Vパラダイス）
- 二軒目どうする?〜ツマミのハナシ〜（2022年4月3日（2日深夜）、テレビ東京） - 「祝5周年記念・松岡＆大吉がもう一度行きたいお店ランキングベスト3」 アシスタント

### CM
- グリコ乳業・ドロリッチ 2期生（2013年4月 - ）
- Zoff「Zoff SMART」心が折れた男編（2016年8月22日 - ）

### ゲーム
- トキメキメテオ Vol.2星名美津紀（2017年3月31日発売、株式会社イード） - VRを使用してアイドルと触れ合える体験ができる[31]
- アイドルフェスティバル サンシャインスターズ（2017年5月 - 2018年3月配信、DMM.com） - アイドル育成シミュレーションオンラインゲーム[32]

### 音声配信
- よゐこ有野のノーギャラジオ（2022年8月15日、Radiotalk）[33]

### パチスロ
- ラブ嬢3〜Wご指名はいかがですか？〜（2023年12月、アムテックス）[34]

## 作品
| No. |                                     | 発売                | DVD        | BD         |                          |                            |                  |
| --- | ----------------------------------- | ------------------- | ---------- | ---------- | ------------------------ | -------------------------- | ---------------- |
| 1   | 純情恋愛                            | 2012 年 8 月 24 日  | ENFD-5401  | N/A        | 93 分                    | イーネット・フロンティア   | リージョン 2     |
| 2   | ピュア・スマイル (Pure Smile)       | 2012 年 12 月 21 日 | TSDV-41487 | N/A        | 本編91分+特典映像4分     | 竹書房                     | リージョンフリー |
| 3   | 純情恋愛 2                          | 2013 年 4 月 19 日  | ENFD-5450  | N/A        | 96分                     | イーネット・フロンティア   | リージョン 2     |
| 4   | 恋のはじめかた                      | 2013 年 6 月 21 日  | ENFD-5466  | N/A        | 95分                     | イーネット・フロンティア   | リージョンフリー |
| 5   | Beach Angels 星名美津紀 in オアフ島 | 2013 年 9 月 27 日  | VPBF-15633 | VPXF-75129 | 75分                     | バップ                     | リージョン 2     |
| 6   | 恋少女                              | 2013 年 12 月 24 日 | LCDV-40618 | LCBD-00618 | 90分                     | ラインコミュニケーションズ | リージョンフリー |
| 7   | 夏少女                              | 2013 年 12 月 24 日 | LCDV-40617 | LCBD-00617 | 90分                     | ラインコミュニケーションズ | リージョンフリー |
| 8   | 初恋両想い                          | 2014 年 5 月 24 日  | WBDV-0098  | N/A        | 91分                     | ワニブックス               | リージョン 2     |
| 9   | 夢少女                              | 2014 年 8 月 20 日  | LCDV-40654 | LCBD-00654 | 100分                    | ラインコミュニケーションズ | リージョンフリー |
| 10  | 花みづき                            | 2014 年 12 月 25 日 | LCDV-40670 | LCBD-00670 | 109分                    | ラインコミュニケーションズ | リージョンフリー |
| 11  | 桜のとき                            | 2015 年 3 月 20 日  | LCDV-40682 | LCBD-00682 | 106分                    | ラインコミュニケーションズ | リージョンフリー |
| 12  | 夢みる 19 歳（ナインティーン）      | 2015 年 9 月 20 日  | LCDV-40707 | LCBD-00707 | 100分                    | ラインコミュニケーションズ | リージョンフリー |
| 13  | Stella                              | 2015 年 12 月 25 日 | SBVD-0307  | SBVB-0027  | 本編91分+特典映像7分     | エスデジタル               | リージョン 2     |
| 14  | ハタチの恋                          | 2017 年 4 月 20 日  | LCDV-40788 | LCBD-00788 | 119分                    | ラインコミュニケーションズ | リージョンフリー |
| 15  | ハタチの青春                        | 2017 年 4 月 20 日  | LCDV-40789 | LCBD-00789 | 120分                    | ラインコミュニケーションズ | リージョンフリー |
| 16  | ひめごと♡                           | 2018 年 2 月 20 日  | LCDV-40828 | LCBD-00828 | 105分 (DVD) / 117分 (BD) | ラインコミュニケーションズ | リージョンフリー |
| 17  | 色恋                                | 2018 年 11 月 20 日 | LCDV-40884 | LCBD-00884 | 123分 (DVD) / 132分 (BD) | ラインコミュニケーションズ | リージョンフリー |
| 18  | パラダイスラブ (Paradise Love)      | 2019 年 8 月 20 日  | LCDV-40943 | LCBD-00943 | 106分 (DVD) / 112分 (BD) | ラインコミュニケーションズ | リージョンフリー |
| 19  | 甘い果実                            | 2020 年 3 月 20 日  | LCDV-40996 | LCBD-00996 | 116分 (DVD) / 127分 (BD) | ラインコミュニケーションズ | リージョンフリー |
| 20  | Love Again                          | 2020 年 12 月 20 日 | LCDV-41054 | LCBD-01054 | 121分 (DVD) / 130分 (BD) | ラインコミュニケーションズ | リージョンフリー |
| 21  | きみはぼくのもの                    | 2021 年 7 月 20 日  | LCDV-41098 | LCBD-01098 | 135分 (DVD) / 144分 (BD) | ラインコミュニケーションズ | リージョンフリー |
| 22  | Secret Love                         | 2021 年 12 月 20 日 | LCDV-41122 | LCBD-01122 | 134分 (DVD) / 145分 (BD) | ラインコミュニケーションズ | リージョンフリー |
| 23  | みづきゅん！                        | 2022 年 8 月 20 日  | LCDV-41164 | LCBD-01164 | 117分 (DVD) / 128分 (BD) | ラインコミュニケーションズ | リージョンフリー |
| 24  | みづぱいぬ！                        | 2023 年 6 月 20 日  | LCDV-41211 | LCBD-01211 | 132分 (DVD) / 145分 (BD) | ラインコミュニケーションズ | リージョンフリー |
| 25  | サンシャインラブ                    | 2024 年 4 月 20 日  | LCDV-41271 | LCBD-01271 | 117分 (DVD) / 130分 (BD) | ラインコミュニケーションズ | リージョンフリー |